# جوناثان ماي
جوناثان ماي (بالإنجليزية: Jonathan May)‏ هو موزع أمريكي، ولد في 9 أكتوبر 1958 في يو كلير في الولايات المتحدة، وتوفي في 27 فبراير 2010 في وينتر بارك، فلوريدا في الولايات المتحدة بسبب سكتة.

## روابط خارجية
- جوناثان ماي على موقع IMDb (الإنجليزية)